# Categoriaal
De term categoriaal of categoraal komt uit de filosofie en betekent "in categorieën ingedeeld", of "in te delen".

## Categor(i)aal onderwijs
In de onderwijskunde duidt categoriaal onderwijs of categoraal onderwijs op het 'sorteren' van leerlingen per 'categorie' in homogene groepen. Het tegenovergestelde van categoriaal onderwijs wordt gemengd of comprehensief onderwijs genoemd (overeenkomstig de Engelse term comprehensive). 
Vroege selectie waarbij kinderen meteen na de basisschool naar een school van een bepaald type en niveau gaan, wordt door critici gezien als een systeem dat sociale segregatie in stand houdt. Voorkeuren en "talenten" van leerlingen, zoals theoretische of praktische ingesteldheid, zijn immers sterk gecorreleerd met de sociaal-economische situatie van het gezin. 
In het Nederlandse taalgebied is er sprake van categoriaal onderwijs vanaf 12 jaar. Meer theoretisch aangelegde leerlingen worden gegroepeerd in het algemeen secundair onderwijs (Vlaanderen) en het voorbereidend wetenschappelijk onderwijs (Nederland). Meer praktisch ingestelde leerlingen vinden elkaar in het beroepssecundair onderwijs (VL) en het middelbaar beroepsonderwijs (NL). Een Nederlandse schooltype dat slechts één onderwijsvorm aanbiedt is het categoraal gymnasium. Het Vlaamse technisch secundair onderwijs heeft een theoretische en praktische finaliteit.
In de jaren 60 werden pogingen ondernomen om het onderwijssysteem minder categoriaal te maken met de Mammoetwet in Nederland en het vernieuwd secundair onderwijs in Vlaanderen. Naar Scandinavische model werden leerlingen samengebracht zonder onderscheid tussen onderwijsvormen. In Vlaanderen kwamen leerlingen samen in een middenschool, terwijl Nederland inzette op een systeem met brugklassen. In Nederland fuseerden veel scholen met een van de oude schooltypen voor secundair onderwijs toen tot scholengemeenschappen.